# Carolyn Cheeks Kilpatrick

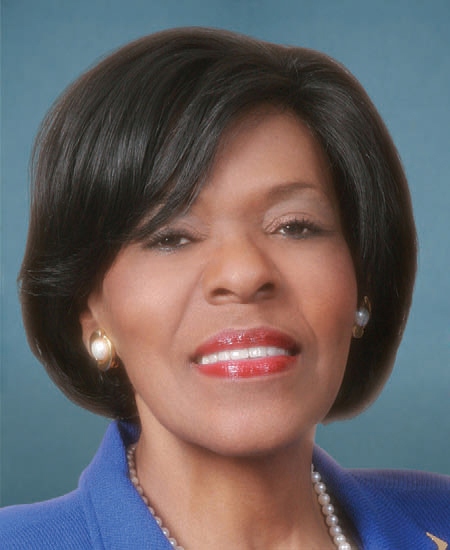
Carolyn Cheeks Kilpatrick

Carolyn Cheeks Kilpatrick (* 25. Juni 1945 in Detroit, Michigan) ist eine US-amerikanische Politikerin.

## Ausbildung
Als Carolyn Jean Cheeks in Detroit geboren und aufgewachsen, graduierte sie an der High School of Commerce, Detroit und besuchte zwischen 1968 und 1970 die Ferris State University in Big Rapids. Anschließend besuchte sie die Western Michigan University in Kalamazoo. Nachdem sie dort 1972 ihren Bachelor of Sciences erhalten hatte, studierte Kilpatrick an der University of Michigan, Ann Arbor. 1977 erhielt sie dort ihren Master of Science.

## Politische Karriere
1979 bis 1996 gehörte die vormalige Lehrerin dem Repräsentantenhaus von Michigan an. 1996 wurde sie für die Demokratische Partei in das Repräsentantenhaus der Vereinigten Staaten gewählt. Dieses Mandat übte Kilpatrick vom 3. Januar 1997 bis 3. Januar 2011 aus. Da sie in der Primary ihrer Partei im August 2010 dem Staatssenator Hansen Clarke unterlag, schied sie am 3. Januar 2011 aus dem Kongress aus.

## Familie
Carolyn Kilpatrick hat zwei Kinder und fünf Enkelkinder. Ihr Sohn Kwame Kilpatrick war von 2002 bis 2008 Bürgermeister der Stadt Detroit, musste dieses Amt aber aufgrund eines Sex- und Meineidskandals aufgeben und wurde in der Folge zu einer Haftstrafe verurteilt.